# Théorie de Kaluza-Klein
En physique, la théorie de Kaluza-Klein (encore appelée théorie de KK) est historiquement le premier modèle ayant tenté d'unifier les deux interactions fondamentales que sont la gravitation et l'électromagnétisme. En 1919, Theodor Kaluza proposa sa découverte à Einstein qui l'accepta. La théorie a été présentée pour la première fois dans une publication en 1921 et fut découverte par le mathématicien allemand Theodor Kaluza qui a étendu la relativité générale au cas d'un espace-temps à 5 dimensions. Les équations d'une telle théorie peuvent être décomposées en des équations d'Einstein correspondant à l'espace-temps usuel à 4 dimensions d'une part, les équations de Maxwell décrivant l'électromagnétisme en 4 dimensions d'autre part et enfin l'équation de Klein-Gordon régissant la dynamique d'un champ scalaire supplémentaire appelé le radion. En 1926 le physicien suédois Oskar Klein adjoignit une nouveauté à la théorie de Kaluza en donnant à la 5e dimension une forme enroulée et une longueur extrêmement petite.

## Principe de base

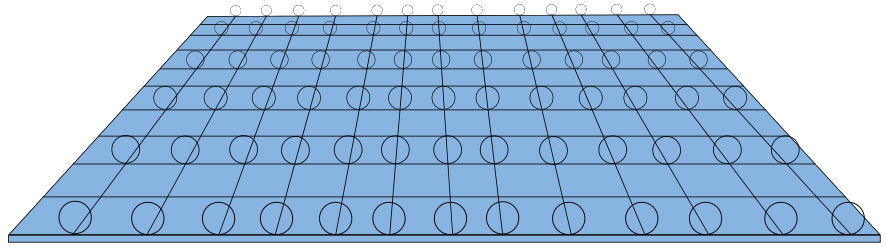
Des dimensions enroulées en cercles, constituant le premier modèle d'univers à dimensions dans l'ordre chronologique. Ce modèle ne fait apparaître qu'une seule dimension supplémentaire.

Nous vivons apparemment dans un univers à 4 dimensions spatio-temporelles. La théorie de Kaluza-Klein réfute cela : nous vivrions, en fait, dans un univers comportant un nombre plus élevé de dimensions. Au départ, la théorie avançait l'existence de 5 dimensions d'espace-temps. La 5e dimension serait une dimension enroulée en cercle. Cette nouvelle dimension est invisible à nos yeux, sa taille vaut la longueur de Planck, c'est-à-dire 10-33 cm. Il nous est impossible de nous mouvoir en elle, vu notre taille énorme en comparaison.
Ensuite, la théorie des cordes, puis la théorie M, s'inspirèrent des idées de cette théorie. Les équations de la théorie des cordes n'ont de sens que si les cordes évoluent dans un univers muni de 10 dimensions spatio-temporelles. Dans ce cas, l'enroulement des dimensions se fait alors en une forme plus complexe qu'est l'espace de Calabi-Yau, variété ayant des extensions dans 6 dimensions.
Cela soulève un paradoxe : pourquoi certaines dimensions sont enroulées alors que d'autres ne le sont pas ?
On[Qui ?] pense que, durant l'ère de Planck, toutes les dimensions étaient enroulées, et avaient donc la taille caractéristique d'une dimension enroulée. Elles étaient prisonnières des cordes et certaines dimensions ont réussi à s'en libérer alors que les autres sont restées enroulées. Les dimensions dites étendues (celles que l'on perçoit) ont donc la taille de l'univers.

## Apparences des dimensions enroulées
Ces dimensions seraient enroulées en cercles (1 dimension supplémentaire enroulée), sphères creuses (2 dimensions supplémentaires), en sphères pleines (3 dimensions supplémentaires), en tores (3 dimensions supplémentaires), ou en espaces de Calabi-Yau (6 dimensions supplémentaires).